# Людвікув (Пясечинський повіт)
Людвікув (пол. Ludwików) — село в Польщі, у гміні Пражмув Пясечинського повіту Мазовецького воєводства.
Населення — 54 особи (2011).
У 1975-1998 роках село належало до Варшавського воєводства.

## Демографія
Демографічна структура станом на 31 березня 2011 року:
|          | Загалом | Допрацездатний вік | Працездатний вік | Постпрацездатний вік |
| -------- | ------- | ------------------ | ---------------- | -------------------- |
| Чоловіки | 28      | 4                  | 20               | 4                    |
| Жінки    | 26      | 5                  | 14               | 7                    |
| Разом    | 54      | 9                  | 34               | 11                   |